# 아서 록
아서 록(Arthur Rock, 1926년 8월 16일~)은 미국의 사업가이자 투자자이다. 캘리포니아의 실리콘 밸리에서, 그는 인텔, 애플, SDS (Scientific Data Systems) 및 텔레다인 테크놀러지스을 포함한 주요 기업의 초기 투자자였다.

## 어린 시절
록은 미국계 유대인 가정에서 뉴욕 로체스터에서 태어나고 자랐다.아버지는 록이 젊었을때 일했던 작은 사탕 가게를 소유하고 있었다. 그는 제2차 세계 대전 동안 미군에 입대했지만, 그가 배치되기 전에 전쟁은 끝이 났다. 그는 대학교를 지아이빌 (G.I.Bill, 미군의 대학 학자금 보조 제도)로 입학했다. 1948년 시러큐스 대학교에서 경영학 학사 학위를, 1951년 하버드 경영대학원에서 MBA 학위를 취득했다.

## 경력
록은 1951년 뉴욕시에서 증권 분석가로써 그의 경력을 시작했다. 그리고 뉴욕의 Stone & Company, Hayden의 기업 재무 부서에 들어갔다. 그곳에서 그는 작은 첨단 기술 회사들을 위한 자금을 모으는 것에 집중했다. 1957년, "배신자 8명"이 쇼클리 반도체 연구소를 떠났을 때, 록은 그들이 갈 곳을 찾도록 도와준 사람이었다. 그는 셔먼 페어차일드가 페어차일드 반도체를 시작하도록 설득했다.
1961년에 그는 캘리포니아로 이사를 갔다. 토마스 J. 데이비스 주니어와 함께 샌프란시스코, 벤처 캐피털 회사 데이비스 앤 록 (Davis & Rock)을 창립했다.

1968년 로버트 무어, 고든 무어, 페어차일드 반도체의 새로운 직원 앤디 그로브가 새로운 회사 인텔을 시작할 준비가 되었다. 그는 하이킹과 캠프에 익숙해진 그의 친구 록에게 연락하지 않았다. 록은 회사 인텔이 어떻게 시작되었는지 설명했다.
"밥 노이스가 방금 제게 전화를 했습니다. 우리는 오랫동안 친구였죠.… 문서요? 사실상 아무것도 없었어요. 노이스의 명성은 충분했어요. 우리는 1페이지 반 정도의 회람을 냈지만, 저는 사람들이 보기도 전에 돈을 모았어요."
 1968년 7월 18일, 화학자 고든 E. 무어("무어의 법칙"으로 유명)와 물리학자이자 집적 회로의 공동 발명자인 로버트 노이스에 의해 캘리포니아 마운틴 뷰에서 인텔이 설립되었다. 원래는 노이스 박사가 245,000주, 무어 박사가 245,000주, 록 씨가 10,000주를 모두 주당 1달러에 사들였다. 록은 하루에 2.5만 달러 규모의 민간투자자들의 제한된 집단으로 전환했다. 록은 인텔의 첫 번째 이사를 맡게 된다.
1978년 애플 사의 마이크 마쿨라는 스티브 잡스와 스티브 워즈니악을 록과 연결시켰다. 록은 애플 컴퓨터의 주식 64만주를 사들여 그 회사의 오랜 이사가 되었다.
록의 투자와 개인 지침은 인텔, 애플, SDS (Scientific Data Systems), 텔레다인 테크놀러지스, 제록스, 아르고노트 보험 (Argonaut Insurance), 에어터치, 나스닥, 에쉴론 코퍼레이션등을 포함한 유명 기업 명단을 관리하는 데 도움이 되었다.

## 벤쳐 캐피탈
1950년 동안, 벤처 캐피탈 거래를 병행하는 것은 거래 완료를 위해 2개 또는 3개의 타 조직의 도움이 필요했을 수도 있었다. 매우 빠르게 성장하고 있는 사업이였고, 비즈니스가 성장함에 따라 거래는 기하급수적으로 증가했다. 페어차일드 반도체를 벤쳐하는 동안 실리콘 밸리의 선구자들 중 한 사람이였던 그는, 이후 널리 받아들여지고 있는 "벤처 캐피털리스트"라는 용어를 도입한 것으로 종종 인정받고 있다.

## 록의 법칙
아서 록과 고든 무어의 이름을 딴 록의 법칙 또는 무어의 제 2법칙은 다음과 같다. 반도체 칩 제작 비용은 4년마다 두 배로 증가한다. 2023년 기준 가격은 이미 약 200억 달러에 달했다.
록의 법칙은 무어의 법칙에 대한 경제적인 측면으로 볼 수 있다. 밀도가 높은 집적 회로의 트랜지스터 수가 2년마다 두 배씩 증가한다는 것을 알 수 있다. 후자는 자본 집약적인 반도체 산업의 지속적인 성장의 직접적인 결과다. 혁신적이고 인기있는 제품은 더 많은 이익을, 그 어느 때보다 높은 수준의 대규모 통합에 투자할 수 있는 더 많은 자본을 의미한다. 이것은 결국 훨씬 더 혁신적인 제품의 창조로 이어진다.

## 자선
2003년, 록은 아서 록 센터를 설립하기 위해 하버드 경영대학원에 2,500만 달러를 기부했다. 그와 그의 아내 토니는 스탠퍼드 대학교에 기업지배구조를 위한 아서 & 토니 렘베 록 센터 (Arthur & Toni Rembe Rock Center for Corporate Governance)를 설립했다. 그는 저소득층 아이들이 K-8 사립학교에 다닐 수 있도록 장학금을 주는 더 베이직 펀드 (The Basic Fund)의 공동 설립자이자 전 회장이었다. 그는 티치 포 아메리카와 교직장학기금 (Teach's Scholarship Fund)의 이사이자 KIPP의 적극적인 후원자이기도 했다.
록은 특히 교육 분야에서 많은 정치적인 목적들에 기부해왔다. 그는 전국의 30개 이상의 학교 이사회 선거에 기부했다. 최근 2021년, 그는 2022 샌프란시스코 교육위원회 선거 (2022 San Francisco Board of Education recall elections)에 50만 달러 이상을 기부했다.

## 수상 (영문)
- 2007 Achievement in Business, Corporate, and Philanthropic Leadership of the American Academy of Arts & Sciences
- 2002 Business Leader of the Year, Harvard Business School Association of Northern California[16]
- 2001 Visionary Award, Software Development Forum[16]
- 1999 Private Equity Hall of Fame[16]
- 1999 Lifetime Achievement in Entrepreneurship & Innovation Award of the University of California
- 1997 Arents Award of Syracuse University[17]
- 1995 California Business Hall of Fame
- 1989 Golden Plate Award of the American Academy of Achievement[18]
- 1987 EY Entrepreneur of The Year Award Recipient, Northern California Region
- Medal of Achievement of the American Electronics Association
- Junior Achievement Hall of Fame
- Bay Area Business Council Hall of Fame

## 개인생활
그는 변호사 토니 렘베(Toni Rembe)와 결혼했다. 그의 아내와 함께, 록은 티치 포 아메리카(Teach For America)의 후원자였다. 그 단체의 매년 열리는 사회혁신상은 그들의 이름을 따서 지어졌다.
록은 2013년 전기 드라마 잡스 (Jobs) 에서 배우 J. K. 시몬스 (J. K. Simmons) 에 의해 연기되었다.

## 같이 볼 것
- 록의 법칙 (Rock's law)
- 너드의 승리 (Triumph of the Nerds)